# 天皇制廃止論
天皇制廃止論（てんのうせいはいしろん）は、天皇制を廃止すべきとする主張や議論。「天皇制」の解釈により、狭義には大日本帝国憲法下の君主としての天皇の廃止論（君主制廃止）、広義には日本国憲法下のいわゆる象徴天皇制の廃止論を含む。なお皇室自体を廃止する主張の他、国家の制度として廃止するが文化伝統としては皇室を存続させる主張も存在する。他国での共和主義に相当する。

## 経緯

### 自由民権運動期
日本において最初に君主制の廃止を論じたものは自由民権運動における「共和主義」的な主張である。ただし、後世の天皇制廃止論と違うのは幕藩体制に代わる専制的な権威に対する否定を目的とした主張であったこと、当時はまだ天皇を中心とした国家観が完成されておらず、未だ流動的な時期におけるものであったことである（したがって、「天皇制」という言葉がまだ存在していなかった時期に相当する）。
中江兆民の『三酔人経綸問答』では、洋学紳士なる人物に、立憲制より民主制（共和制）の方が優れており、立憲制は君主の専制から脱出するための（途中駅の）「駅舎」に過ぎないといわしめた。ただし、兆民は「君民同治の社会」において、天皇と民権論とは矛盾しないとした。また、植木枝盛や馬場辰猪なども国家は君主制から立憲制を経て共和制に向かうとする説を唱えている。小田為綱によるとされる私擬憲法『憲法草稿評林』は国民投票によって皇帝（天皇）は廃立出来るとした。
天皇を「神聖ニシテ不可侵」「統治権ノ総攬者」と規定した大日本帝国憲法の制定以後に幸徳事件が起きる。この事件は社会主義・共産主義勢力を一掃しようとする当時の軍閥と検察（平沼騏一郎や山縣有朋ら）によるでっち上げであったが、宮下太吉ら明治天皇暗殺計画については、計画に関わった四人は認めている。宮下らの暗殺計画によれば、天皇が「死ぬ」ということで、天皇は神でなく人間であるということ（現人神観否定）を目指したものだった。なお宮下らの思想的指導者であった幸徳秋水は計画には関与していなかったが、かつて兆民とともに天皇制については否定してはいなかった。のち無政府主義から共産主義に到る思想を独自に再構成するなかで、天皇制廃止論に傾いていった。
大逆事件以降、天皇制そのものの是非を語ることは次第に禁忌となっていったが、坂野潤治は尾崎行雄の共和演説事件を自由民権運動時代の頃の共和制論議の時のように安易に共和制について触れたことが政治問題化したと唱えている。

### 第一次世界大戦後
戦前、特に第一次世界大戦後における天皇制廃止論の原点というべきものは、日本共産党や講座派による二段階革命論である。これは天皇制をロシアの絶対君主制ツァーリズムになぞらえ、封建勢力である寄生地主とブルジョアジーの結合が天皇制を形作っているとし、ブルジョア革命の後に社会主義革命を起こすという理論であった。
当時、天皇制廃止論を主張することは不敬罪、治安維持法違反等に該当することがあり、死刑になることもあったため、公然と主張することができない状態が続いていた。たとえば、特別高等警察を管掌する内務省警保局は日本反帝同盟の「天皇制に対する反対運動」として「警察的軍事的天皇制反対」「朝鮮、台湾に於ける天皇制テロル反対」「天皇主義的ファシスト反対」などのスローガンが有ったことを調査し、また、1933年2月4日の『反帝新聞』を「戦争と飢餓とテロの天皇制ファシズムに反対せよ」という記事によって発禁にした 。

### 連合国占領期
戦後の1945年10月4日、GHQは日本政府へ「政治的民事的及宗教的自由に対する制限の撤廃」という覚書（いわゆる「自由の指令」）を発した。この覚書は主要命題のひとつとして「皇室問題特にその存廃問題に関する自由なる討議」を含み、治安維持法など弾圧法令の撤廃、特別高等警察の廃止、また天皇制批判者を共産主義者と断じ処罰を明言した山崎巌内務大臣の罷免などを指令している。
10月20日、トルーマン米国大統領が「天皇制の存廃は日本人民の民意によって決定されるべき」と発言すると、日本国内の大手新聞はこれを紹介するとともに、以後天皇制の存廃についての記事や投書を多く掲載するようになった。なお、この問題について当時の『朝日新聞』の報道姿勢は中立、『読売新聞』は左派、『毎日新聞』は右派であった。1946年、日本共産党は日本人民共和国憲法草案を発表し、共和制を主張した。
日本国内の大手新聞による天皇制論議は1946年1、2月を境に「天皇制の是非」から「天皇について」へと変化し、それすらも同年6月をもって後退していった。
一方、終戦直後、日本に対する諸外国の視線は厳しく、オーストラリアやアメリカの国民世論が天皇制廃止を支持していたほか、中華民国の蔣介石や孫科（孫文の息子）、イギリスのチャーチル、ソ連なども天皇制廃止を求めた。アメリカの上院は昭和天皇を裁判に掛けることを決議、中華民国は国民政府海外の雑誌に「ミカド去るべし」の論文を発表、フィリピンの弁護士会はアメリカ大統領に昭和天皇を裁判に掛けるよう要請、オーストラリアは国家元首たる天皇は一兵卒より罪が大きいと天皇を戦争犯罪人として裁くよう公式に要求していた。
第二次世界大戦中からアメリカ国内では「天皇戦犯論」が高揚した。1945年6月初旬に実施されたギャラップ社の世論調査では、「戦後、日本国天皇をどうすべきであると考えるか?」との問いに対し、殺害・苦痛を強い餓死36%、処罰・国外追放24%、裁判に付し有罪ならば処罰10%、戦争犯罪人として処遇7%、不問・上級軍事指導者に責任有り4%、傀儡として利用3%、その他4%、意見無し12%との結果が出た（山極晃・中村政則編集『資料日本占領1 天皇制』大月書店）。1945年9月には上院で「天皇を戦争裁判にかけよ」と決議されるに至った。
これに対し、知日家のボナー・フェラーズ准将の調査報告とマッカーサーの進言により「天皇制によって日本国民を統合し、間接統治をした方がアメリカの国益に適う」と、アメリカ政府は判断したため、天皇制はGHQによって存置された（昭和天皇の国内巡幸が大歓迎を受けたことも影響している）。ただし、天皇制に関して民主化を行う必要はあると判断し、皇室財産の凍結、不敬罪の廃止などを日本政府に求めたほか、新憲法によって天皇から統治権を剥奪し、天皇の権限を大幅に縮小することを求めた。

### 連合国占領終結後
第二次世界大戦終結後、日本国憲法第1条により天皇は「象徴」とされ（象徴天皇制）、主権は国民にあり（国民主権）、更に日本国憲法第41条で「国権の最高機関」は国会とされた。憲法の条文中に「君主」や「元首」の規定が存在せず、天皇がそれにあたるのか否かは学説として議論がある。また思想・良心の自由、言論の自由が保障されたため、天皇制廃止論を主張することが罪に問われることはなくなった。
日本共産党は「一個人・特定一家が国民統合の象徴となる現制度は民主主義及び人間の平等と両立し得ない」とする立場だが、2004年の綱領では「その存廃は、将来、情勢が熟したときに、国民の総意によって解決されるべき」として、当面目指すとする「民主主義革命」（民主連合政府）では天皇制を事実上容認した。
これに対して日本の新左翼の大半は天皇制の打倒や廃止を主張し反皇室闘争を行っている。天皇や皇室を対象とした主な事件には、1971年 第1次坂下門乱入事件、1972年 日光皇太子夫妻襲撃事件、1974年 昭和天皇暗殺未遂事件である虹作戦、1975年 第2次坂下門乱入事件、同年 皇太子明仁親王および同妃美智子の沖縄県行啓時のひめゆりの塔事件、同年 東宮御所前爆弾所持事件、1989年 昭和天皇崩御時の143件のテロ・ゲリラ事件（中央自動車道切り通し爆破事件など）がある。

## 主な論点

### 共和主義
1881年、植木枝盛が私擬憲法の中では最も民主的、急進的な内容とされる東洋大日本国国憲按を起草した。立憲君主制だが人民主権や、人民の抵抗権・革命権を明記した。
その後は自由民権運動の崩壊と天皇制国家の確立により、共和主義の伝統は切断され、美濃部達吉の国家法人説や吉野作造の民本主義など人民主権を放棄して天皇制と妥協した理論が行われ、共和主義は水面下の思想となった。1918年、丘浅次郎は『新人と旧人』で天皇制は「奴隷根性」とし、1928年に弾圧を避けるためのレトリックを使用した評論集『猿の群れから共和国まで』を発行し、権力者による君主利用、利用される世襲君主、絶対服従のため君主を崇める民衆、家父長制と姑の嫁いびり、抑圧が移譲される軍隊などの構造を説明し、最終的には「最多数を占めておる最下級の者」が「自由平等の権利を主張」し、貴賤の別が全くなくなるまで至らない、と論じた。
第二次世界大戦終結後の1945年、高野岩三郎は天皇制を封建制の遺物であるとし、日本共和国憲法私案要綱で天皇制廃止、共和制樹立、大統領制採用、生産手段の国有化などを主張した。
2011年の共著『いま、「共和制日本」を考える』や、2017年の著作『生前退位ー天皇制廃止ー共和制日本へ』などで、堀内哲は現在の象徴天皇制は限界であるとして天皇制廃止と共和制への移行を主張した。

### 共産主義・社会主義
日本共産党の天皇制に対する立場は時代により変遷がある。
1922年に結成された非合法組織である第一次共産党は明確な綱領が無く、コミンテルンから提示された22年テーゼは「君主制廃止」が議論となり審議未了となった。1926年に再建された第二次共産党では、コミンテルンから提示された27年テーゼで「君主制廃止」が規定された。1932年の32年テーゼでは「絶対主義的天皇制」の打倒が規定された（二段階革命論）。なお「天皇制」との用語は32年テーゼで初めて登場した。
第二次世界大戦敗戦後、1946年に日本人民共和国憲法草案を発表、日本は「人民共和国」とし、皇族・華族廃止を記載した。
上述の通り、日本国憲法の象徴天皇制に対しては、日本共産党は「一個人・特定一家が国民統合の象徴となる現制度は民主主義及び人間の平等と両立し得ない」とする立場だが、2004年の綱領では「その存廃は、将来、情勢が熟したときに、国民の総意によって解決されるべき」として、当面目指すとする「民主主義革命」（民主連合政府）では天皇制を事実上容認した。
これに対して日本の新左翼の多数は「天皇制打倒」を掲げている。
なお戦前の無産政党や戦後の日本社会党などは、左派の一部が社会主義を掲げたが、天皇制の扱いは明確ではない。労農派は「天皇制はブルジョワ君主制」と規定し、それを打倒する社会主義革命が必要と考え（一段階革命論）、後の社会党左派に影響を与えた。社会民主党は日本国憲法に対して護憲を主張している。

### 部落解放運動
京都部落問題研究資料センター所長であった灘本昌久が公表した「部落解放に反天皇制は無用」論に対し、前身の京都部落史研究所所長であった師岡佑行は「徹頭徹尾間違っており日本共産党が綱領から『君主制の廃止』をはずすのと同じく時流におもねるものである。貴族あれば賤族ありである。また天皇制の裏構造としての『救済幻想構造』があり、日本帝国主義のメカニズムの中では、辺境にあったり、疎外されていた人ほど、いったん信じると、天皇にたいする忠誠心や、天皇の下で我々も平等に扱われたいという、一体化願望を強くもつようになる。底辺にいるたとえば被差別部落民の中にも、熱狂的な天皇主義者が多かった」と批判した。

### 昭和天皇の戦争責任論
大日本帝国憲法において天皇は「陸海軍を統帥す」と規定されており、第二次世界大戦での敗戦後にイギリス、オランダ、アメリカ合衆国、中国、ソビエト連邦などの戦勝国（連合国）、朝鮮半島などの旧外地、日本国内において天皇の戦争責任を追及して昭和天皇の退位論や、更には天皇制を廃止して共和制へ移行すべきとする議論が行われた。ただし、昭和天皇への戦争責任論は必ずしも天皇制自体の廃止論ではない。1989年1月7日に昭和天皇が崩御し皇太子明仁親王が第125代天皇に即位すると、昭和天皇の戦争責任追及とそれを根拠とした天皇制廃止論とが分離し、戦争責任論からの廃止論は下火になった。

### 日本国憲法との矛盾
日本国憲法下の天皇制は、国民主権、法の下の平等、基本的人権、宗教の自由などと矛盾があるとの議論には以下がある。

#### 国民主権との矛盾
制度をもって特定の家系および個人を敬意の対象とすることは個人崇拝の制度化で、国民を大日本帝国憲法下での臣民とさほど変わらぬ位置に置くのと等しく、時にはそのために批判が行いにくい状況が発生する（菊タブー）。
日本国憲法において天皇の地位は「日本国及び国民統合の象徴」（第1条）であると規定されているが、この地位の継承に世襲を前提としている点は第14条と明確に矛盾している。ここから「天皇」という身分が世襲によって受け継がれることを疑問とする意見もある。部落解放同盟の指導者松本治一郎は「貴族あれば賤族あり。人間神をつくるために人間獣がつくられる」と主張した。
また天皇が国会開会式で高い位置から「おことば」を述べ、主権者である国民の代表である国会議員が式礼する形式は、国事行為を逸脱しており、国民主権に反するとの議論がある。また大臣が天皇に国政の説明を行う内奏は法令上の規定無く行われており、これも国民主権の趣旨に反するとの議論がある。
丸山真男らいわゆる戦後の進歩的文化人は、ヨーロッパの市民革命思想への共感から当面は天皇の政治的権能を縮小し、将来はフランスの共和制（ここでは第四共和制を指す）の議会制民主主義による象徴大統領制を実現すべきだと主張した。これに対し清水幾太郎は、天皇制廃止はコミンテルンの影響を受けた知識人の主張であり、民衆は一貫して天皇制を支持してきたと述べた。それによると、知識人の世界では、天皇支持は少数派であるが、一般人の多数派の天皇支持は公理であり、「（日本人の天皇観の）将来を予測するに当たっては、広く国民の間に見られる天皇支持の傾向と、その廃止を強く要求する日本共産党の今後の発展との間に生まれる緊張が最も重要であろう」と述べた。
なお「天皇」という呼称は神道では「スメラノミコト」、「スメラギノミコト」とも呼び、「スメラ＝統べる」、「ミコト＝カミ」、つまり「統べるカミ＝統治、君臨するカミ」、という意味である。

#### 法の下の平等および人権との矛盾
日本国憲法では天皇は世襲で、皇室典範では男系男子のみが皇位継承資格を持つ。このため法の下の平等や男女平等、基本的人権などと矛盾するとの意見がある。
世襲身分制は旧民法の家制度に象徴される家父長制であり、世襲である天皇や皇族は生まれながらにして一定の職務と生活水準とを保障された一種の世襲国家公務員であり、日本国憲法第14条で禁止された「門地による差別」であり、法の下の平等と矛盾する、また皇室のためのみに存在する宮内庁も公務員の地位について定めた日本国憲法第15条（すべて公務員は、全体の奉仕者であつて、一部の奉仕者ではない）に違反する、などの意見がある。また世襲である天皇および皇族は、職業選択の自由や居住移転の自由、言論の自由、信教の自由など自己決定権にかかわる多くの基本的人権を制限されており、法の下の平等を定めた日本国憲法第14条と矛盾するとの意見がある。1946年11月に三笠宮崇仁親王は枢密院に意見書を提出し、退位を発議する自由を認めないならば「天皇は全く鉄鎖につながれた内閣の奴隷と化する」と日本国憲法第18条（何人も、いかなる奴隷的拘束も受けない）の指針に反しないかと疑問を投げかけた。
天皇が憲法上の「国民」であるかどうかも議論がある。国民では無いために国民としての権利や義務は原則として存在しないとの意見がある。他方で、個人としての天皇は国民であり国民の人権と自由を原則として享有する主体だが、象徴担荷者であるための制約を受け、また象徴担荷者としての名誉に相応しい額の歳費が国庫から支出されるとの意見などがある。
なお天皇や皇族は戸籍法の適用を受けず皇統譜に記載されるが、住民登録はされており、固定資産は国有財産である皇室用財産のため課税されないが、金融資産（預金や有価証券）に対する利子や出版物の印税など個人資産の収入については所得税や住民税を納めており、また相続の際には相続税も発生する。なお相続税法12条の非課税財産のうち第1号「皇室経済法第7条の規定により皇位とともに皇嗣が受けた物」すなわち「皇位とともに伝わるべき由緒あるもの」については非課税であるが、その他の財産、例えば有価証券や預金などは一般私人の財産と同等の性質を持つものとして課税対象になる。昭和天皇は貞明皇后あるいは秩父宮の相続に際して相続税の納税申告を行った。また昭和天皇の崩御に際して明仁親王は4億2,000万円の相続税を納めた。
2005年、憲法学者の奥平康弘は著書『「萬世一系」の研究―「皇室典範的なるもの」への視座』で、万人に適用されるべき権利義務が天皇には適用されておらず、全ての人に保障されるべき権利や自由が構造的に奪われている場合には「脱出の権利」が保証されるべきと主張した。長谷部恭男は共著『憲法の尊厳』で奥平の「脱出の権利」を評価し、天皇制は近代国家像を反映した日本国憲法における身分制秩序の「飛び地」で、飛び地に住む人には基本権（人権）は無いが、仮に脱出権を認めても皇室メンバーに制度を守る「心がけ」があれば天皇制と両立し、また仮に「心がけ」が無ければ脱出の権利が無くても天皇制は枯死する、と述べた。
法学者の井上達夫は「天皇制廃止論者」を自称し、天皇家廃絶ではなく、人権が制限されている現行制度から解き放ち、三島由紀夫が「雅」と表現した美的・文化的存在として新たに位置づけなおす事を主張した。
社会学者の橋爪大三郎は、本人の自由意思、職業選択などが認められない不合理に皇族を縛り付ける国は人権と民主主義の国では無いとして、本当に皇室を敬うなら象徴天皇制に幕を引き共和制に移行すべきと主張し、これを「尊王共和制」と呼んだ。皇室は戦前より特権が減り義務は重くなり、我慢と犠牲の人生となった。皇室は国家機関であることをやめ、無形文化財として自由にお過ごしいただく、国民の拠出する寄付金で財団を設立して経済的基盤にする、象徴として政治に関与しない大統領を置く、などを主張した。

#### 宗教の自由と政経分離原則との矛盾
明治維新後、天皇は現人神とされて神道国教化や神仏分離が進められ、大日本帝国憲法第28条では信教の自由は規定されたが、天皇崇拝は国家の祭祀であり臣民の義務であるとして事実上強制され、異を唱えた一部の仏教、キリスト教、新興宗教などが宗教弾圧された（神道非宗教論、国家神道）。
日本国憲法第20条では信教の自由と政教分離が規定された。歴代政府は、天皇が行う憲法上の国事行為は特定の宗教によらないが、天皇が行う大嘗祭などの神道による宗教行為は「皇室による私的行事」と説明する。
これに対して天皇は神道の神話や儀礼と不可分一体の関係にあることから、天皇を国家体制の一部とすることは日本国憲法で保障された政教分離や信教の自由に違反するとの議論や訴訟がある。
以下、主要宗教毎の事例を記す。
仏教
仏教を開祖釈迦はシャカ族の王子として生まれたが、厳格な身分制度に嘆き出家して覚りを開いてカースト制度を否定したことで知られる。そのことから、仏教徒の一部には天皇制に反対する者がいる。
キリスト教
弓削達（元フェリス女学院大学学長）、福田歓一らキリスト教徒の学識者によって天皇制廃止論が唱えられた。
1927年創立のWatch Tower（日本燈台社：現在のものみの塔聖書冊子協会）の日本支部員の3名が1939年に召集され、「天皇は元来宇宙の創造主ヱホバに依り造られたる被造物にして、現在は悪魔の邪導下にある地上の一機関に過ぎざるが故に、天皇を尊崇し、天皇に忠誠を誓う等の意思は毛頭なき」ことなどを述べ、不敬罪に問われた。
神道
大本の「十二段返しの歌」という七五調の宣伝歌の四段目を右から左に読むと「綾部に天子を隠せり」、八段目を左から右に読むと「畏多くも、今の天子偽者なり」とあった。出口王仁三郎は不敬罪・治安維持法違反で起訴され、裁判では出口は関与を否定したが不敬罪で有罪となった。教団の綾部・亀岡の聖地はダイナマイトで破壊された。逮捕された信者のうち16名が拷問で死亡した。大本事件参照。
イスラム教
イスラム教国、特にアラビア半島にはカリフ・スルタン・首長などと呼ばれる君主のもとで、いまだに選挙制度が導入されず、伝統的な専制君主制が続いている国が多い。しかしながら、昭和初期の日本の天皇との関連では、天皇は現人神とされたため、伝統的なスンナ・シーア派の教義に抵触していた。正統イスラームでは神が人間に具現化すると考えるのは異端であり冒涜的であると考えられており、個人を神に例えるのは罪の一つと考えられている。戦中、日本がオランダ領東インドと英領マラヤ（大半がイスラム教徒）を占領していた頃、皇居の方角へ向かって拝む「東方遥拝」を強制したため、現地人の反発を招いた。

## 世論調査
日本国憲法公布・施行前の1946年5月27日の毎日新聞朝刊に結果が載った世論調査では、象徴天皇制への支持が85%であった。
1990年では「今の象徴天皇のままでよい」を回答に選んだ人の割合は73%、2000年には象徴天皇制を支持したのが8割、2002年には「（天皇は）今と同じ象徴でよい」を回答に選んだ人が86%だった。
NHKが2009年10月30日から11月1日に行った世論調査では、「天皇は現在と同じく象徴でよい」が82%、「天皇に政治的権限を与える」が6%、「天皇制は廃止する」は8%だった。
2016年に天皇が譲位の意向を表明後、2018年の日本世論調査会が行った改憲に関する世論調査で「改憲で議論すべき点」に22%が「天皇制」を挙げた。
2018年10から11月に行った『読売新聞』の世論調査では天皇制について、「廃止した方がよい」は6%、「天皇の権限を強めた方がよい」は4%、「今の象徴天皇のままでよい」は79%だった。
2019年4月13日および14日に毎日新聞が行った世論調査では、「現在の象徴天皇制で良い」が74％、「天皇制は廃止すべき」が7％、「天皇を現在よりも、もっと権威と力のあるものにすべき」が4％という割合の回答であった。